# 新华影都
新华影都位于杭州市下城区庆春路169号娃哈哈美食城三楼，8个影厅共723座位。属于浙江星光院线旗下。